# Gunilla Åsell
Brita Gunilla Åsell, är en svensk sångerska född och uppvuxen i Lunne Brunflo i Brunflo församling den 30 juli 1958, numera bosatt i Trångsviken i Jämtlands län. Hon har spelat in en skiva med egna dansbandet Gunillas, vilket var verksamt 1976-1984. Åsell och Birgitta Wollgård var de två första kvinnliga kapellmästarna. 
Åsell turnerade år 2007 med Nick Borgen.
1976 bildades Gunilla Åsells första band Dansbandet Hejjes. 1978 bytte bandet namn till Gunillas. Efter många års spelningar kom genombrottet, efter detta fylldes spelplanen varje helg och bandet kunde börja tjäna pengar. 1983 valdes Gunillas till Jämtlands bästa dansband. 1984 hoppade Gunilla Åsell av, bandet bytte namn till Nyans men lades ner efter något år.
1987 fick Gunilla Åsell göra sin första skiva med bara country, 1989 kom nästa. Fyra år i rad blev hon SM-tvåa i country. 2005 blev hon tillfrågad av trummisen i före detta Gunillas om att göra några spelningar, och den 23 juli 2005 det blev det comeback för Gunilla Åsell. Idag gör hon spelningar med Nick Borgen och Robert Kärrlander.

## Diskografi
- Love is a winner  1987
- It's a cowboy loving night  1989